# Tu sei quello/Se per caso
Tu sei quello/Se per caso è un singolo della cantante italiana Orietta Berti, pubblicato nel 1965.

## Descrizione
Tu sei quello partecipò e vinse Un disco per l'estate 1965.
Il disco è rimasto per 56 anni l'unico numero uno raggiunto in classifica dalla cantante emiliana fino all'uscita di Mille, tormentone estivo del 2021 eseguito insieme a Fedez e Achille Lauro.

### Cover
- 1965 - Lalla Ruffo, singolo (Fonola Dischi – N.P. 1552); compilation La margherita dei successi (Vol. I) (Melody – LP 55)
- 1966 - Lola Novaković, EP in serbo Ti si taj, testo di Vera Olevar (PGP RTB – EP 50194)
- 1966 - Gabi Novak e Kvartet "Admira", singolo in croato Ti, testo di Ivica Krajač (Jugoton – EPY-3556); album del 2021 Diskobiografija Vol. 2 (Croatia Records – 6CD 6097104)

Se per caso è la cover del successo di Lesley Gore No More Tears Left To Cry. 
Entrambi i brani sono arrangiati dal Maestro Sauro Sili.
L'anno successivo i due brani saranno inseriti nell'album Quando la prima stella.

## Tracce
Lato A
1. Tu sei quello (testo: Luciano Beretta – musica: Alberto Anelli; edizioni musicali Edizioni musicali Ritmi e canzoni/Edizioni musicali CAM)

Lato B
1. Se per caso (testo: Mogol – musica: Mark Barkan, Sandy Baron)